# Шепелевка (Саратовская область)
Шепелевка — село в Турковском районе Саратовской области. Входит в состав Рязанского муниципального образования.

## География
Село находится на юго-востоке района в 7 километрах от Турков и 196 километрах от Саратова на река Щербедина.

## История
Русское владельческое и казённое село Шепелевка было основано в 1749 году. Своё общепринятое название село получило по фамилии первопоселенца. В составе Балашовского уезда Саратовской губернии Шепелевка была центром одноимённой волости. По вероисповеданию жители были православными, имелись также общины молокан и баптистов. В 1911—1913 годах было построено новое просторное двухэтажное здание земской школы, возведённой на средства крестьян и помещика М. А. Суслова. При Советской власти село стало центром Шепелевского сельсовета. С началом коллективизации в Шепелевке был образован колхоз «Октябрь». Сегодня Шепелевка входит в состав Чернавского муниципального образования.

## Население
| 2002 | 2010 |
| ---- | ---- |
| 775  | ↘626 |

## Инфраструктура
В селе имеются основная общеобразовательная школа, отделение связи.

## Уличная сеть
В селе тринадцать улиц: ул. 50 лет Октября, ул. Зелёная, ул. Комсомольская, ул. Ленина, ул. Молодёжная, ул. Московская, ул. Набережная, ул. Первомайская, ул. Подгорная, ул. Садовая, ул. Советская, ул. Шевченко, ул. Школьная.

## Известные уроженцы
- Бурыгин, Вениамин Петрович — поэт-песенник.
- Морозов, Николай Калинович — поэт.
- Крысин, Виктор Михайлович — художник.
- Папкин Александр Васильевич — советский и российский дипломат.
- Аношин Иван Семёнович — советский военный и партийный деятель.